# 戈季尼
49°49′31″N 23°7′39″E / 49.82528°N 23.12750°E
戈季尼（烏克蘭語：Годині），是烏克蘭西部的村莊，隸屬利維夫州的亞沃里夫區。該村始建於1940年，面積1.11平方公里，海拔高度202米，2001年該村落人口1,022。